# Gulgany
Gulgany (Ulgany) – nieoficjalny przysiółek wsi Królów Las w Polsce położona w województwie pomorskim, w powiecie tczewskim, w gminie Morzeszczyn.
W latach 1975–1998 miejscowość należała administracyjnie do województwa gdańskiego.